# Lara Komar
Lara Komar, slovenska gledališka, televizijska in filmska igralka, * 7. oktober 1980, Trst, Italija.
Poleg stalnega anganžmaja v Slovenskem stalnem gledališču v Trstu, katerega članica je od leta 2007, sodeluje tudi z drugimi gledališči, igra v filmih (Šanghaj, Un corpo in vendita, Črni bratje, Prehod – Transition, Štiri stvari, ki sem jih hotel početi s tabo). V slovenski nadaljevanki Reka ljubezni je igrala vlogo Irene Slak.